# 15 Big Ones
15 Big Ones — двадцатый студийный альбом американской рок-группы The Beach Boys. Пластинка вышла в июле 1976 года на Brother Records и заняла 8-е место в американском хит-параде журнала Billboard. Брайан Уилсон впервые с 1966 года выступил единоличным продюсером альбома. 15 Big Ones наметил возврат коллектива к своим рок-н-ролльным корням, и половина песен состоит из кавер-версий 1950—60-х годов, включая хит-сингл «Rock and Roll Music». С альбомом 15 Big Ones начался новый период группы.

## Обзор
К середине 1970-х годов к The Beach Boys вернулась широкая популярность, вызванная, в первую очередь, сборником Endless Summer (1974) и общими ностальгическими веяниями в поп-музыке того времени. Свой последний к тому времени альбом (Holland) группа выпустила в 1973 году; он продолжал музыкальную эволюцию, заложенную группой в конце 1960-х годов и бывшую с коммерческой точки зрения провальной. Неожиданная востребованность заставила группу пересмотреть свои музыкальные принципы; было решено записать альбом кавер-версий старых рок-н-роллов и привлечь Брайана Уилсона в качестве продюсера. Уилсон к тому времени уже давно вёл уединённый образ жизни и кроме того проходил курс интенсивной психотерапии под наблюдением доктора Юджина Лэнди; бывший лидер The Beach Boys чувствовал себя лучше, хотя ещё был далёк от полного выздоровления, и, тем не менее, согласился принять активное участие (Уилсон также предложил назвать альбом «Group Therapy» — групповая терапия, — но другие члены группы отклонили его идею). Уилсон решил задействовать упрощённые методы работы — количество дублей было минимальным, как и аранжировки. Остальные члены группы, не будучи уверенными в полной дееспособности Уилсона, вынуждены были по ночам в студии дописывать вокальный аккомпанемент в отсутствие своего продюсера.
Откровенно против идеи выпуска альбома кавер-версий выступали Карл и Деннис Уилсоны, считавшие такой шаг регрессом, который нанесёт урон авторитету ансамбля. В интервью журналу Newsweek — после выхода пластинки — Карл сказал, что он разочарован альбомом, а Деннис добавил, что «всё это время народ ждал новый альбом The Beach Boys, и мне противно выпускать вот это». Также, по их мнению, было ошибкой допускать Брайана Уилсона к контролю за звукозаписью: «он всегда был самовластным продюсером, но он не учёл тот момент, что в его отсутствие люди продолжают расти, что у людей появляются свои мнения», — сказал Деннис. — «С какой стати мне отказываться от своих прав как артиста? Ты чувствуешь себя немного избитым после всего этого процесса». В качестве компромисса обсуждалась идея выпуска двух альбомов подряд: кавер-версии на одном и новый материал на другом. Однако Warner Brothers — дистрибьютор продукции лейбла группы Brother Records — и Майк Лав с Аланом Джардином хотели издать альбом, как можно скорее. В итоге было решено выпустить одну пластинку, перемежающую старые и новые песни.
Открывающая альбом «Rock and Roll Music» — кавер-версия песни Чака Берри 1957 года — вышла на сингле и, заняв 5-е место, стала самым крупным хитом The Beach Boys со времени «Good Vibrations» (1966). Записать её предложил Майк Лав, памятуя о том, как в своё время первым хитом группы стала «Surfin’ USA», скопированная с «Sweet Little Sixteen» Берри. Кроме «Rock and Roll Music» в альбом вошли ещё семь перепевок: «Chapel of Love» The Dixie Cups 1964 года, «Just Once in My Life» The Righteous Brothers 1965 года (соавтором её, как и предыдущей песни, был Фил Спектор), «Talk to Me» Джо Сенеки, «Palisades Park» Фредди Кэннона 1962 года, «A Casual Look», джазовый стандарт «Blueberry Hill» и «In the Still of the Night» дуап-группы The Five Satins 1956 года. Во время работы над альбомом было записано ещё несколько кавер-версий, в 15 Big Ones однако не вошедших («Shake, Rattle and Roll», «Come Go with Me», «Mony Mony» и другие). Из новых песен относительным успехом пользовался сингл «It’s OK», занявший 29-е место. «Susie Cincinnati», ставшая третьим синглом с альбома, была записана ещё в конце 1969 — начале 1970 года и была выпущена в феврале 1970 года на обратной стороне сингла «Add Some Music to Your Day».
Название альбома указывает как на количество лет, прошедших с образования коллектива, так и на число песен на пластинке.

## Обложка
Обложка была оформлена Дином Торренсом и Джимом Эвансом. Их дизайн логотипа названия группы позже не раз использовался в продукции The Beach Boys.

## Список композиций
| №  | Название                      | Автор(ы)                                 | Вокал                                                   | Длительность |
| -- | ----------------------------- | ---------------------------------------- | ------------------------------------------------------- | ------------ |
| 1. | «Rock and Roll Music»         | Чак Берри                                | Майк Лав                                                | 2:29         |
| 2. | «It’s OK»                     | Брайан Уилсон / М. Лав                   | М. Лав, Деннис Уилсон                                   | 2:12         |
| 3. | «Had to Phone Ya»             | Б. Уилсон / М. Лав / Дайана Ровелл       | М. Лав, Алан Джардин, Д. Уилсон, Карл Уилсон, Б. Уилсон | 1:43         |
| 4. | «Chapel of Love»              | Джефф Барри / Элли Гринвич / Фил Спектор | Б. Уилсон                                               | 2:34         |
| 5. | «Everyone’s in Love with You» | М. Лав                                   | М. Лав                                                  | 2:42         |
| 6. | «Talk to Me»                  | Джо Сенека                               | К. Уилсон                                               | 2:14         |
| 7. | «That Same Song»              | Б. Уилсон / М. Лав                       | Б. Уилсон                                               | 2:16         |
| 8. | «T M Song»                    | Б. Уилсон                                | А. Джардин                                              | 1:34         |

| №  | Название                    | Автор(ы)                                | Вокал                | Длительность |
| -- | --------------------------- | --------------------------------------- | -------------------- | ------------ |
| 1. | «Palisades Park»            | Чак Баррис                              | К. Уилсон            | 2:27         |
| 2. | «Susie Cincinnati»          | А. Джардин                              | А. Джардин           | 2:57         |
| 3. | «A Casual Look»             | Эд Уэллс                                | М. Лав, А. Джардин   | 2:45         |
| 4. | «Blueberry Hill»            | Ал Льюис / Ларри Сток / Винсент Роуз    | М. Лав               | 3:01         |
| 5. | «Back Home»                 | Б. Уилсон / Боб Норберг                 | Б. Уилсон            | 2:49         |
| 6. | «In the Still of the Night» | Фред Пэррис                             | Д. Уилсон            | 3:03         |
| 7. | «Just Once in My Life»      | Джерри Гоффин / Кэрол Кинг / Ф. Спектор | К. Уилсон, Б. Уилсон | 3:47         |

В 2000 году альбом был переиздан на одном компакт-диске вместе со следующим альбомом The Beach Boys Love You.

## Участники записи
The Beach Boys:
- Алан Джардин — бэк-вокал, вокал (A3, A6, B2, B7), гитара (B2)
- Майк Лав — бэк-вокал, вокал (A1–A3, A5, B4), аранжировка (A5)
- Брайан Уилсон — бэк-вокал (A1–A4, A6–A8, B1, B4, B7), вокал (A3–A4, A7, B5, B7), аранжировка (A1–A4, A6–A8, B1–B5, B7), бас-гитара (B2), фортепиано (A1–A4, A6, A7, B1, B3, B5–B7), орган (A2, A6–A8, B1, B4, B5, B7)
- Карл Уилсон — бэк-вокал (A1–A7, B1–B3, B6), вокал (A3, A6, B1, B7), гитара (A2, B2, B4–B5), бас-гитара (A5–A6, B3, B5), синтезатор (B1), губная гармоника (B5)
- Деннис Уилсон — бэк-вокал (A1–A3, A6, B2, B4, B6–B7), вокал (A3, B6), барабаны (A1–A8, B3, B5–B7), вибрафон (A7)

## Альбомные синглы
- Rock and Roll Music / TM Song (Brother 1354; 24 мая 1976; № 5)
- It’s O.K. / Had to Phone Ya (Brother 1368; 9 августа 1976; № 29)
- Susie Cincinnati / Everyone’s In Love With You (Brother 1375; 1 ноября 1976)

## Позиции в хит-парадах
Годовые чарты:
| Хит-парад (1976)      | Позиция |
| --------------------- | ------- |
| Канада (RPM Year-End) | 49      |